# Liga Judía por el Sufragio Femenino
La Liga Judía por el Sufragio Femenino (Jewish League for Woman Suffrage) se formó en 1912 para reivindicar derechos políticos y religiosos para las mujeres. 

## Historia
Cuando el "voto para las mujeres" era una cuestión política importante en el Reino Unido, hubo resistencia por parte de miembros conservadores de la comunidad judía que temían que su participación pudiera provocar una reacción antisemita.  El 3 de noviembre de 1912, Laura y Leonard Franklin formaron la Liga Judía para el Sufragio de la Mujer. Se cree que fue la única organización judía sufragista en el mundo. Estaba abierta a los miembros independientemente de su género. El objetivo de la organización era avanzar en derechos políticos y religiosos de las mujeres. Se consideró que algunas judías podrían estar más inclinados a unirse a este grupo que a un grupo no específico de sufragio femenino. Otros miembros fueron Edith Ayrton, Inez Bensusan, Hugh Franklin, su hermana Lily Montagu y su hermana Henrietta. Henrietta Franklin fue una de las pocas mujeres judías con un perfil relevante en el movimiento sufragista. Su hermana Lily Montagu, conocida en la historia por ser la primera mujer que tuvo un papel protagonista en el judaísmo reformista, dirigió un movimiento judío liberal en Gran Bretaña y en 1902 habían organizado la primera reunión de la Unión Religiosa Judía para el Avance del Judaísmo Liberal en la casa de Henrietta Franklin. Lily Franklin y Henrietta Franklin eran miembros clave de todas las ejecutivas de la liga. Lily dirigía las reuniones en oración y, con el tiempo, se convertiría en rabina.  Henrietta logró una aceptación más amplia y se convirtió en Presidenta de la Unión Nacional de Sociedades de Sufragio Femenino en 1916.  
La organización generalmente era moderada pero tenía miembros radicales. Algunas activistas llegaron a interrumpir los servicios de la sinagoga para reivindicar los derechos de las mujeres en 1913 y 1914. La organización fue el principal punto de discusión judía durante dos años. Las mujeres manifestantes fueron expulsadas de las sinagogas y la comunidad conservadora judía las calificó de "guardias negros con gorros". La campaña de la organización hizo que algunas sinagogas otorgaran derechos iguales o parciales a las mujeres dentro de su propia organización, pero los cambios a nivel nacional tomaron mucho más tiempo en lograrse.